# Список умерших в 1016 году

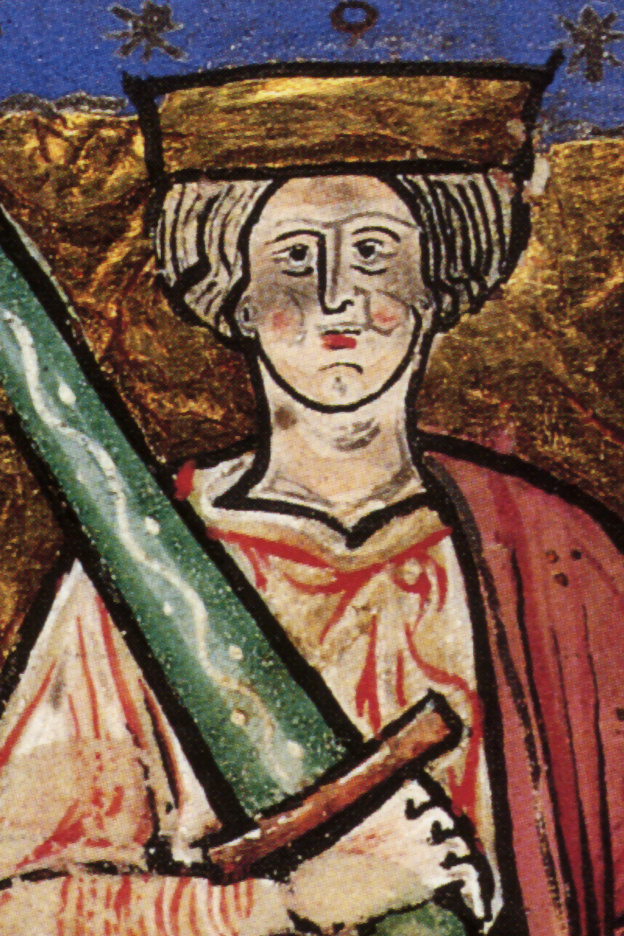
Этельред II Неразумный

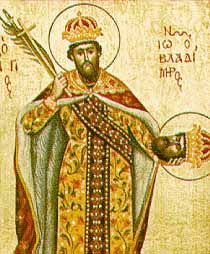
Иван Владимир

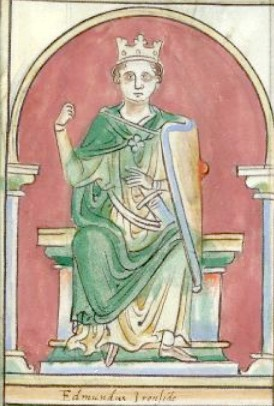
Эдмунд Железнобокий

В этой статье представлен список известных людей, умерших в 1016 году.
См. также: Категория:Умершие в 1016 году

## Январь
- 6 января — Рено Вандомский — французский государственный и церковный деятель, епископ Парижа (992—1016), канцлер Франции (988—991).

## Апрель
- 23 апреля — Этельред II Неразумный
 — король Англии (978—1013 и 1014—1016)

## Май
- 22 мая — Иван Владимир — сербский правитель государства Дукля (ок.990—1016), первый сербский святой, убит

## Октябрь
- 6 октября — Вихман III[нем.] — граф из династии Биллунгов
- 18 октября — Эднот Младший[англ.] — епископ Дорчестера (1007/1009—1016). Погиб в битве при Ассандуне

## Ноябрь
- 30 ноября — Эдмунд II Железнобокий — король Англии (1016)

## Дата неизвестна или требует уточнения
- Бадис ибн Аль-Мансур — зиридский амир Ифрикии (996—1016)
- Вальстан[англ.] — английский святой, покровитель сельского хозяйства[1].
- Месардонитес, Василий[англ.] — византийский катепан Италии (1010— ок.1016) (умер в 1016 или 1017 году).
- Осбурга Ковентрийская[англ.] — первая настоятельница монастыря в Ковентри, святая римско-католической церкви[2].
- Симеон Мантуанский (Симеон Армянин) — христианский святой[3].
- Сулейман — халиф Кордовы (1009—1010, 1013—1016), убит.
- Ухтред — элдормен Йорка и Эрл Нортумбрии (1006—1016). Убит датчанами.